# Jamaica i olympiska sommarspelen 2004
Jamaica i olympiska sommarspelen 2004 bestod av 47 idrottare som blivit uttagna av Jamaicas olympiska kommitté.

## Badminton
| Idrottare        | Gren      | Sextondelsfinaler         | Åttondelsfinaler     | Kvartsfinaler        | Semifinaler          | Final                | Final            |
| Idrottare        | Gren      | Motståndare Resultat      | Motståndare Resultat | Motståndare Resultat | Motståndare Resultat | Motståndare Resultat | Placering        |
| ---------------- | --------- | ------------------------- | -------------------- | -------------------- | -------------------- | -------------------- | ---------------- |
| Nigella Saunders | Damsingel | Audina (NED) L 4-11, 1-11 | Gick inte vidare     | Gick inte vidare     | Gick inte vidare     | Gick inte vidare     | Gick inte vidare |

## Friidrott
Herrar
Bana, maraton och gång
| Idrottare                                                          | Gren           | Heat     | Heat      | Kvartsfinal      | Kvartsfinal      | Semifinal        | Semifinal        | Final            | Final            |
| Idrottare                                                          | Gren           | Resultat | Placering | Resultat         | Placering        | Resultat         | Placering        | Resultat         | Placering        |
| ------------------------------------------------------------------ | -------------- | -------- | --------- | ---------------- | ---------------- | ---------------- | ---------------- | ---------------- | ---------------- |
| Michael Frater                                                     | 100 meter      | 10.20    | 2 Q       | 10.11            | 3 Q              | 10.29            | 6                | Gick inte vidare | Gick inte vidare |
| Asafa Powell                                                       | 100 meter      | 10.06    | 1 Q       | 9.99             | 2 Q              | 9.95             | 1 Q              | 9.94             | 5                |
| Dwight Thomas                                                      | 100 meter      | 10.21    | 2 Q       | 10.12            | 3 Q              | 10.28            | 7                | Gick inte vidare | Gick inte vidare |
| Usain Bolt                                                         | 200 meter      | 21.05    | 5         | Gick inte vidare | Gick inte vidare | Gick inte vidare | Gick inte vidare | Gick inte vidare | Gick inte vidare |
| Asafa Powell                                                       | 200 meter      | 20.77    | 4 Q       | 20.23            | 2 Q              | 20.56            | 4 Q              | DNS              | x                |
| Christopher Williams                                               | 200 meter      | 20.57    | 2 Q       | 20.34            | 4 q              | 20.80            | 6                | Gick inte vidare | Gick inte vidare |
| Michael Blackwood                                                  | 400 meter      | 45.23    | 1 Q       | i.u.             | i.u.             | 45.00            | 2 Q              | 45.55            | 8                |
| Davian Clarke                                                      | 400 meter      | 45.54    | 2 Q       | i.u.             | i.u.             | 45.27            | 2 Q              | 44.83            | 6                |
| Brandon Simpson                                                    | 400 meter      | 45.61    | 2 Q       | i.u.             | i.u.             | 44.97            | 1 Q              | 44.76            | 5                |
| Richard Phillips                                                   | 110 meter häck | 13.39    | 2 Q       | 13.44            | 3 Q              | 13.47            | 6                | Gick inte vidare | Gick inte vidare |
| Chris Pinnock                                                      | 110 meter häck | 13.42    | 3 Q       | 13.47            | 4 q              | 13.57            | 8                | Gick inte vidare | Gick inte vidare |
| Maurice Wignall                                                    | 110 meter häck | 13.30    | 1 Q       | 13.39            | 3 Q              | 13.17 NR         | 1 Q              | 13.21            | 4                |
| Dean Griffiths                                                     | 400 meter häck | 49.41    | 5 q       | i.u.             | i.u.             | 49.51            | 8                | Gick inte vidare | Gick inte vidare |
| Danny McFarlane                                                    | 400 meter häck | 48.53    | 1 Q       | i.u.             | i.u.             | 48.00            | 1 Q              | 48.11            | 2                |
| Kemel Thompson                                                     | 400 meter häck | 48.66    | 1 Q       | i.u.             | i.u.             | 48.25            | 4                | Gick inte vidare | Gick inte vidare |
| Dwight Thomas Patrick Jarrett Winston Smith Michael Frater         | 4 x 100 meter  | 38.71    | 4         | i.u.             | i.u.             | i.u.             | i.u.             | Gick inte vidare | Gick inte vidare |
| Michael Campbell Michael Blackwood Jermaine Gonzales Davian Clarke | 4 x 400 meter  | DSQ      | x         | i.u.             | i.u.             | i.u.             | i.u.             | Gick inte vidare | Gick inte vidare |

Fältgrenar och tiokamp
| Idrottare      | Gren      | Kval     | Kval      | Final    | Final     |
| Idrottare      | Gren      | Resultat | Placering | Resultat | Placering |
| -------------- | --------- | -------- | --------- | -------- | --------- |
| James Beckford | Längdhopp | 8.20     | 4 Q       | 8.31     | 4         |

Herrar
Kombinerade grenar - Tiokamp
| Friidrottare    | Gren     | 100 m | LJ   | SP    | HJ   | 400 m | 110H  | DT    | PV   | JT    | 1500 m  | Final   | Placering |
| --------------- | -------- | ----- | ---- | ----- | ---- | ----- | ----- | ----- | ---- | ----- | ------- | ------- | --------- |
| Claston Bernard | Resultat | 10.69 | 7.48 | 14.80 | 2.12 | 49.13 | 14.17 | 44.75 | 4.40 | 55.27 | 4:36.31 | 8225 NR | 9         |
| Claston Bernard | Poäng    | 931   | 930  | 777   | 915  | 855   | 953   | 762   | 731  | 667   | 704     | 8225 NR | 9         |
| Maurice Smith   | Resultat | 10.85 | 6.81 | 15.24 | 1.91 | 49.27 | 14.01 | 49.02 | 4.20 | 61.52 | 4:32.74 | 8023    | 14        |
| Maurice Smith   | Poäng    | 894   | 769  | 804   | 723  | 849   | 973   | 850   | 673  | 761   | 727     | 8023    | 14        |

Damer
Bana, maraton och gång
| Idrottare                                                                       | Gren           | Heat     | Heat      | Kvartsfinal | Kvartsfinal | Semifinal        | Semifinal        | Final            | Final            |
| Idrottare                                                                       | Gren           | Resultat | Placering | Resultat    | Placering   | Resultat         | Placering        | Resultat         | Placering        |
| ------------------------------------------------------------------------------- | -------------- | -------- | --------- | ----------- | ----------- | ---------------- | ---------------- | ---------------- | ---------------- |
| Aleen Bailey                                                                    | 100 meter      | 11.20    | 1 Q       | 11.12       | 2 Q         | 11.13            | 3 Q              | 11.05            | 5                |
| Veronica Campbell                                                               | 100 meter      | 11.17    | 1 Q       | 11.18       | 2 Q         | 10.93            | 2 Q              | 10.97            | 3                |
| Sherone Simpson                                                                 | 100 meter      | 11.27    | 2 Q       | 11.09       | 1 Q         | 11.03            | 2 Q              | 11.07            | 6                |
| Aleen Bailey                                                                    | 200 meter      | 22.73    | 1 Q       | 22.97       | 2 Q         | 22.33            | 2 Q              | 22.42            | 4                |
| Veronica Campbell                                                               | 200 meter      | 22.59    | 1 Q       | 22.49       | 1 Q         | 22.13            | 1 Q              | 22.05            | 1                |
| Beverly McDonald                                                                | 200 meter      | 22.90    | 2 Q       | 22.99       | 3 Q         | 23.02            | 6                | Gick inte vidare | Gick inte vidare |
| Allison Beckford                                                                | 400 meter      | 52.85    | 5         | i.u.        | i.u.        | Gick inte vidare | Gick inte vidare | Gick inte vidare | Gick inte vidare |
| Nadia Davy                                                                      | 400 meter      | 52.04    | 4         | i.u.        | i.u.        | Gick inte vidare | Gick inte vidare | Gick inte vidare | Gick inte vidare |
| Novlene Williams                                                                | 400 meter      | 50.59    | 3 Q       | i.u.        | i.u.        | 50.85            | 3                | Gick inte vidare | Gick inte vidare |
| Michelle Ballentine                                                             | 800 m          | 2:01.52  | 3 Q       | i.u.        | i.u.        | 2:00.94          | 8                | Gick inte vidare | Gick inte vidare |
| Delloreen Ennis-London                                                          | 100 meter häck | 12.77    | 2 Q       | i.u.        | i.u.        | 12.60            | 5                | Gick inte vidare | Gick inte vidare |
| Brigitte Foster                                                                 | 100 meter häck | 12.83    | 1 Q       | i.u.        | i.u.        | DNS              | x                | Gick inte vidare | Gick inte vidare |
| Lacena Golding-Clarke                                                           | 100 meter häck | 12.86    | 3 q       | i.u.        | i.u.        | 12.69            | 3 Q              | 12.73            | 5                |
| Patricia Allen                                                                  | 400 meter häck | 56.40    | 6         | i.u.        | i.u.        | Gick inte vidare | Gick inte vidare | Gick inte vidare | Gick inte vidare |
| Debbie-Ann Parris-Thymes                                                        | 400 meter häck | 55.21    | 4 q       | i.u.        | i.u.        | 54.99            | 7                | Gick inte vidare | Gick inte vidare |
| Shevon Stoddart                                                                 | 400 meter häck | 56.61    | 5         | i.u.        | i.u.        | Gick inte vidare | Gick inte vidare | Gick inte vidare | Gick inte vidare |
| Aleen Bailey Beverly McDonald* Sherone Simpson Tayna Lawrence Veronica Campbell | 4 x 100 meter  | 42.20    | 2 Q       | i.u.        | i.u.        | i.u.             | i.u.             | 41.73 NR         | 1                |
| Novlene Williams Michelle Burgher Ronetta Smith* Nadia Davy Sandie Richards     | 4 x 400 meter  | 3:24.92  | 2 Q       | i.u.        | i.u.        | i.u.             | i.u.             | 3:22.00          | 3                |

Fältgrenar och sjukamp
| Idrottare         | Gren        | Kval     | Kval      | Final            | Final            |
| Idrottare         | Gren        | Resultat | Placering | Resultat         | Placering        |
| ----------------- | ----------- | -------- | --------- | ---------------- | ---------------- |
| Trecia-Kaye Smith | Tresteg     | 14.65    | 7 Q       | 15.02            | 4                |
| Kimberly Barrett  | Kulstötning | 16.45    | 27        | Gick inte vidare | Gick inte vidare |